# Luciînciîk, Murovani Kurîlivți
Luciînciîk (în ucraineană Лучинчик) este localitatea de reședință a comunei Luciînciîk din raionul Murovani Kurîlivți, regiunea Vinnița, Ucraina.

## Demografie
Componența lingvistică a localității Luciînciîk
     Ucraineană (98,15%)
     Alte limbi (1,15%)
Conform recensământului din 2001, majoritatea populației localității Luciînciîk era vorbitoare de ucraineană (98,15%), existând în minoritate și vorbitori de alte limbi.